# Euclimacia nelsoni
Euclimacia nelsoni is een insect uit de familie van de Mantispidae, die tot de orde netvleugeligen (Neuroptera) behoort. 
Euclimacia nelsoni is voor het eerst wetenschappelijk beschreven door Navás in 1914.